# 公園前駅 (長野県)
公園前駅（こうえんまええき）は、かつて長野県上田市にあった上田交通真田傍陽線の駅（廃駅）。真田傍陽線の廃止に伴い1972年（昭和47年）2月19日に廃止された。

## 概要
上田温泉電気軌道（上田交通の前身企業のひとつ）は、上田市と小県郡東北五ヶ村（神科村、豊里村、本原村、傍陽村、長村。いずれも現在は上田市）の要請を受けて上田市と東北五ヶ村を結ぶ路線を建設することとなったが、鉄道省線（のち国鉄、現JR東日本）は上田市内に路線を敷くにあたり、上田駅から東回りにするか、北回りにするかで迷っていた。上田市北西部の住民が北回りを主張したために北回り起点で工事を開始した。予定されていたルート上には上田城の城跡の二の丸堀があり工事が難航するかと思われていたが、同じ時期に上田城址公園の整備事業が執り行われ、二の丸堀を崩して路盤に充てる工事も執り行っていた。おかげで難航することなく二の丸堀に線路が敷かれ、1927年（昭和2年）11月20日に第一期路線上田 - 伊勢山間が開業となったのである。
公園前駅は開業当時上田市公会堂（入母屋造の木造の公民館。1960年（昭和35年）に解体され、3年後の1963年（昭和38年）に鉄筋コンクリート造りの上田市民会館となる。2014年（平成26年）に上田市交流文化芸術センター開設に伴い閉館。その後2016年（平成28年）1月17日から2017年（平成29年）1月15日にかけて「信州上田真田丸大河ドラマ館」として使用された）の真下にあったので公会堂下駅（こうかいどうしたえき）と称していたが、1948年（昭和23年）に公園前駅と改称している。上田中学校、後の上田松尾高等学校、上田高等学校の最寄駅であったが、東北地域の生徒はいわゆる当時の仲間意識から、川原柳駅若しくは北上田駅で下車して各駅から徒歩通学していたため利用せず、また川西地域の生徒も上田駅で下車してそこから歩いて通学していたため、通年での利用客は少なかった。しかし高校野球の長野県予選が上田を主会場で行われたり、上田城址公園の桜が見頃になると利用する客が多かったという。
駅は上田城址二の丸堀跡に掛かる二の丸橋の下にあった。待合室付きの単式ホームがある無人駅で、乗車する際は車掌が乗車券を発行していた。
1972年（昭和47年）2月19日の路線廃止と同時に廃駅となった。

## 歴史
- 1927年（昭和2年）11月20日：公会堂下駅（こうかいどうしたえき）として開業。
- 1948年（昭和23年）：公園前駅に改称。
- 1972年（昭和47年）2月19日：真田傍陽線の廃止に伴い、廃駅となる。

## 駅構造
単式ホーム1面1線を有する地上駅で、待合室があった。当駅は無人駅として営業していた。

## 駅周辺

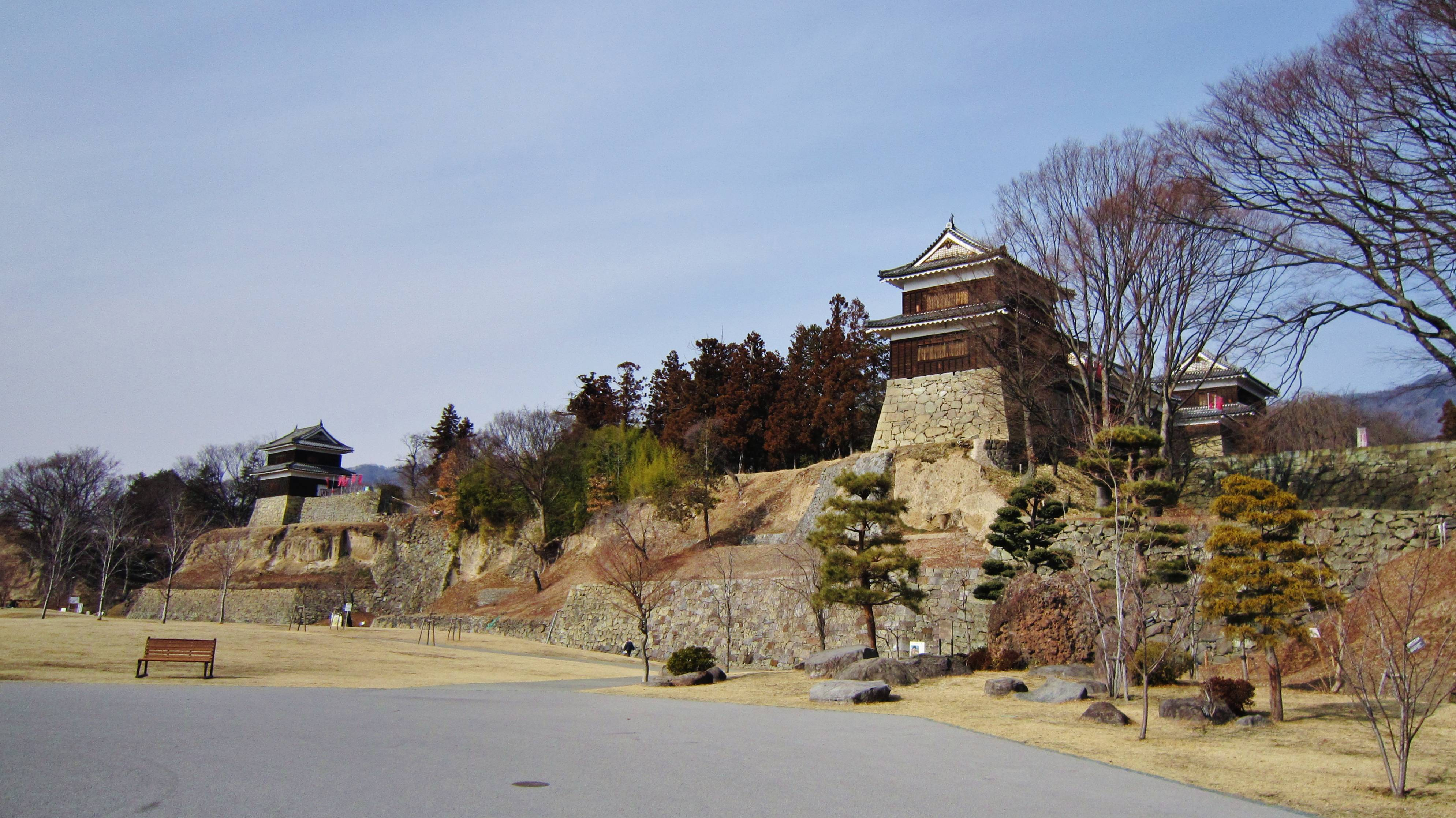
尼ヶ淵から上田城を望む（2014年2月）

当駅は上田城および同城の城跡公園の東側にあった。当駅跡の周辺にある主要施設（バス停を含む）および主要道路は下記のとおり。
- 上田市役所
- 上田城跡公園 - 上田城を併設。
- 上田市観光会館
- 長野県上田高等学校
- 上田市立第二中学校
- 二の丸通り
- 大手通り
- 上田市街地循環バス「公園市役所前」停留所

## 廃止後
跡地は「けやき並木遊歩道」として整備されて市民の憩いの場所となっており、また真田傍陽線のホームなどの遺構が残る場所として、鉄道ファンにも親しまれている。
2021年（令和3年）11月から2022年（令和4年）1月はスマートフォン（iPhoneのみ対応）をかざすと、電車が実際に走っているような動画が見られるAR（拡張現実）の実証実験が当駅跡で開催された。この実証実験は上田市とエプソンアヴァシスによる共同企画であった。

## 隣の駅
上田交通
真田傍陽線
電鉄上田駅 - 公園前駅 - 北大手駅